# Die Tür
Die Tür ist ein deutscher Spielfilm mit Fantasy-Elementen aus dem Jahr 2009 von Anno Saul. Die Hauptrollen spielen Mads Mikkelsen und Jessica Schwarz. Das Drama entstand nach Motiven des Romans Die Damalstür von Akif Pirinçci.

## Handlung
David Andernach ist ein berühmter Maler, Maja seine Frau. Er betrügt sie schon seit längerem mit der gegenüber wohnenden Musikerin Gia Konrads, Maja ahnt etwas von der Affäre.
Als Maja eines Tages auf der Arbeit ist, will Davids Tochter Leonie mit dem Vater Schmetterlinge fangen, doch der geht zu Gia, um sich mit ihr auszusprechen. Der Trennungsversuch endet im Sex, bei dem Davids Handy aus der Hosentasche fällt. Als David nach einiger Zeit wieder zum Haus zurückkehrt, findet er Leonie ertrunken im Swimmingpool auf.
Fünf Jahre später, im frostigen Spätwinter, ist David ein körperliches und psychisches Wrack. Seine Tage verbringt er mit Trinken, seine Karriere als Maler ist vorbei und Maja hat sich von ihm getrennt und lebt nun mit Leonies früherem Flötenlehrer zusammen. Auf einen Versuch der erneuten Aussprache reagiert sie abweisend und auch ein Barbesuch mit seinem besten Freund Max nach einem missglückten Selbstmordversuch im Pool des ehemaligen Hauses kann David nicht wieder aufrichten. Nachdem er auf der eisglatten Straße gefallen ist, findet er einen Schmetterling, dem er in einen ihm unbekannten Gang folgt. David öffnet die Holztür am Ende des Gangs und findet sich plötzlich im Sommer wieder. Er beobachtet sich selbst, die Straße zu Gias Haus überquerend, und erkennt, dass er sich in der Zeit vor fünf Jahren befindet. In letzter Sekunde gelingt es ihm, Leonie aus dem Pool zu retten. Als der jüngere David ins Haus zurückkehrt und ihn als potentiellen Einbrecher angreift, bringt David ihn in Notwehr um. Leonie, die die Tat von der Treppe aus verfolgt, sieht in David nun zwar nicht ihren Vater, aber nach Zureden einen Schutzengel, der als besserer „Zweitvater“ agiert. David vergräbt die Leiche seines jüngeren Ichs im Garten und passt sein Aussehen seinem damaligen Ich an, sodass Maja beim Heimkommen nichts bemerkt. Maja ahnt, dass David sie betrügt. Sein jüngeres Ich hatte beim Sex mit Gia das Handy verloren und Maja beim Suchanruf Gia am Apparat – es gelingt David jedoch, das Handy, von Max gedeckt, aus Gias Haus zu holen und dabei mit ihr Schluss zu machen. David erzählt Max, der ihm Vorwürfe macht, in einer Bar von seinem Zeitenwechsel, doch glaubt der ihm nicht.
Die Feier zu Davids Geburtstag einige Tage später endet mit der Ermordung von Max, der die Leiche des jungen David im Garten entdeckt hatte, durch Davids Nachbarn Siggi. Siggi hilft ihm auch, den Leichnam von Max in einem entfernten Waldstück zu vergraben, und David erkennt, dass er möglicherweise nicht der einzige ist, der die Tür kennt. Der Versuch, mit Maja und Leonie durch die Tür in die Zukunft zu fliehen, wird durch Siggi vereitelt. Er erklärt David, dass bereits zahlreiche Bewohner der Straße aus der Zukunft zurückgekehrt seien, ihre Vorgänger umgebracht hätten und nun hier ein normales Leben führen würden. Er, Siggi, finanziere sein Leben sehr einfach durch Sportwetten, da er die Ergebnisse der nächsten fünf Jahre bereits kenne. Eine Rückkehr in die Zukunft sei aufgrund der Gefahr des Verrats unmöglich.
Maja wird unterdessen aufgrund Davids Gebaren immer misstrauischer. Eines Tages sieht sie zum wiederholten Mal ein schwarz gekleidetes Paar auf der Straße und folgt ihm. Sie beobachtet, wie beide in das Haus des befreundeten Paares Wiegand eindringen und dieses ermorden. Mörder und Opfer gleichen sich. Panisch nimmt sie Nele, die Tochter des Paares, mit in ihr Haus. Kurz darauf erscheint das Paar mit der Polizei und setzt die Rückgabe von Nele durch. Leonie will die entsetzte Maja mit ihrem Wissen trösten, dass Nele jetzt bessere Eltern bekomme, so wie auch David nicht mehr ihr leiblicher Vater sei, sondern ein neuer, besserer Papa. Maja weiß, dass es sich nicht um die „wahren“ Eltern, sondern nur um „Kopien“ handeln kann, und wird hysterisch. David wiederum wird zu Siggi gerufen, bei dem sich die alte Maja eingefunden hat, die den Weg durch die Tür gegangen ist. Sie will wie er ein neues, altes Leben mit ihrer hier noch lebenden Tochter beginnen. David resigniert schließlich und erklärt sich bereit, die junge Maja zu erschießen.
David kehrt mit einer Pistole zur jungen Maja zurück, die ihn jedoch mit einem Kerzenständer niederstreckt. David erkennt, dass die junge Maja Leonie mehr liebt als die alte, verhärmte Maja, die den Tod ihres Kindes verwinden musste. Er weiht sie in die Hintergründe der Tür ein und plant für die beiden die Flucht. Als sich die alte Maja und Siggi dem Haus nähern, flüchtet David mit einem abgedunkelten Wagen. Das Täuschungsmanöver gelingt, die Straßenbewohner greifen ihn an, die in ihm den Verräter vermuten. Währenddessen fliehen Maja und Leonie zur Tür, werden jedoch von der alten Maja aufgehalten, die Leonie an sich reißt. Sie lässt sie jedoch gehen, als sie die tiefe Liebe der jungen Maja zur Tochter und ihre Verzweiflung erkennt. Den Bewohnern der Straße gelingt es nicht, die beiden Flüchtenden einzuholen, die durch die Tür in die Zukunft gelangen. David, der in seinem demolierten Wagen in Richtung Tür rast, wird von dem auf der Motorhaube liegenden Siggi durch die zerstörte Frontscheibe fast erwürgt, bevor es ihm gelingt, den Wagen gegen die Mauer des Tunnels zu steuern. Siggi stirbt bei dem Aufprall, und die Tür und der dahinterliegende Gang werden zerstört. Am Ende sitzen David und die alte Maja verlassen am Pool.

## Unterschied zur Romanvorlage
Der Film Die Tür hält sich nur lose an den Roman Die Damalstür von Akif Pirinçci, der 2001 erschien. In den Film übernommene Motive sind Andernachs – im Roman Alfred Seichtems – Durchschreiten der Tür, die ihn in die Vergangenheit führt, der Mord an seinem Vorgänger, die ebenfalls aus der Zukunft kommende und mordende Nachbarschaft und der Wunsch der Flucht zurück in die Zukunft. Seichtem ist wie Andernach ein erfolgreicher Maler und wie im Film kommt auch im Roman ein Freund während einer Feier hinter das Geheimnis der im Garten vergrabenen Leichen. Andernach und Seichtem haben ihre Beziehung zum Partner durch Fremdgehen zerstört: David schlief mit der jungen Nachbarin, während Alfred die minderjährige Tochter seines Galeristen verführte.
Unterschiede des Films zum Roman überwiegen jedoch. Im Roman ist Seichtem in der Gegenwart Alkoholiker und befindet sich nach dem Durchschreiten der Tür in einer Vergangenheit, die zehn Jahre zurückliegt. Er kehrt in die Gegenwart zurück und geht anschließend mit der von ihm getrennt lebenden Ida (im Film Maja) gemeinsam in die Vergangenheit zurück, wo beide geplant ihre Vorgänger umbringen und im Garten vergraben. Sie begehen im Laufe der Handlung weitere Morde an Menschen, die hinter ihr Geheimnis kommen. Alfred und Ida hatten ursprünglich einen kleinen Sohn, der bei einem Verkehrsunfall ums Leben gekommen ist, da Alfred alkoholisiert nicht gut genug auf ihn aufgepasst hat: Eine Straßenbahn erfasste den Jungen. Im Roman ergeben sich verschiedene Konfliktpunkte: Alfred und Ida, die nicht in der Lage sind, ihre erloschene Liebe wieder zum Leben zu erwecken, die Polizei, die Alfred des Mordes verdächtigt und die Gegenwart der Tür an sich. Durch diese können im Roman immer wieder immer ältere „Versionen“ der in der Straße lebenden Personen treten und ihren Vorgängern nach dem Leben trachten, da nach dem Übertritt in die Vergangenheit in der zukünftigen Gegenwart eine Art Klon geschaffen wird. Daher sind alle Menschen der Straße schwer bewaffnet, um sich vor ihren „Nachfahren“ zu schützen. Ida wird am Ende von ihrem älteren Klon getötet werden, während Alfred der Mord an seinem Nachfolger gelingt und er in die Zukunft zurückkehren kann.
Während der Film David Andernachs Erleben als real schildert, zeigt sich im Roman am Ende, dass die gesamte Handlung auf einem komatösen Traum Alfred Seichtems beruht, der während der Handlung immer wieder „Verwesungsgeruch“ bemerkt. Alfred hat in Wirklichkeit nicht den Tod seines Sohnes verschuldet, sondern war beim Versuch, den Sohn vor der nahenden Straßenbahn zu retten, selbst schwer verletzt worden und lag mehrere Jahre im Koma. Zum Schluss vermischen sich die Traumhandlung und der nahe Tod Alfreds, der schließlich mit seinem kleinen Sohn im Nebel der Tür verschwindet. Der Roman endet mit dem Tod Alfreds, der in einem Artikel der Wochenzeitung Die Zeit gemeldet wird.

## Produktion

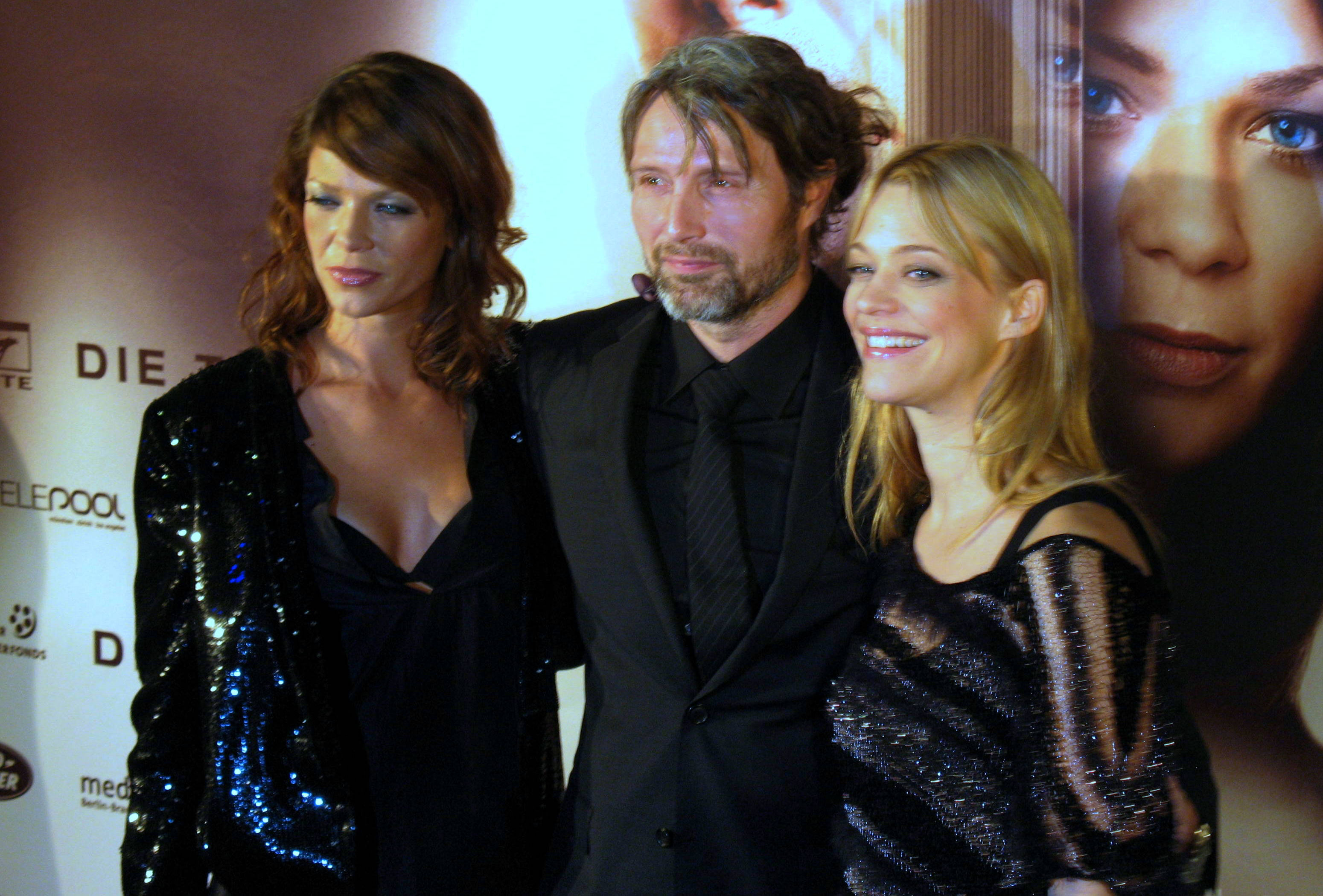
Jessica Schwarz, Mads Mikkelsen, Heike Makatsch auf der Premiere von Die Tür am 25. November 2009

Die Dreharbeiten für Die Tür liefen vom 26. März 2008 bis zum 24. Mai 2008. Drehorte waren unter anderem Potsdam, Berlin, Hamburg und Schleswig-Holstein. Der dänische Schauspieler und Hauptdarsteller des Films Mads Mikkelsen sprach den Großteil seiner Dialoge auf Deutsch ein, sodass er von Ingo Hülsmann lippensynchron synchronisiert werden konnte. Auf der DVD und Blu-ray ist es möglich, zu Mads Mikkelsens Originalstimme umzuschalten.
Der Filmstart war ursprünglich für Anfang 2009 geplant und wurde später auf den 12. November 2009 verschoben. Kinostart in Deutschland war schließlich am 26. November 2009.

## Kritik
Kino.de bewertete Die Tür als „originelles Drama“. Regisseur Anno Saul würde die Handlung „mit gutem Gespür für Stimmungen kompromisslos düster in Szene [setzen]“. Die Tür sei „Genrekino mit Qualität“.
Andrea Niederfriniger von filmreporter.de bezeichnete Die Tür als „eine an sich gelungene Mischung aus Thriller und Mystery“, die auch ohne die wenigen Spezialeffekte wirksam gewesen wäre. Sie kritisierte jedoch die „unnatürliche…, schwer nachvollziehbare… Kälte“ der Figuren, die Mitleid mit den Charakteren verhindern würde. Fehlende Erklärungen innerhalb des Films, so zum Beispiel der Existenz der Tür und der Motivation einzelner Charaktere, würden zudem eine tiefere Auseinandersetzung mit den einzelnen Figuren verhindern.
Der filmdienst nannte Die Tür einen „[s]pannende[n] Mystery-Psycho-Thriller um Schuld und Sühne“, bei dem „Brüche in der Erzähllogik […] durch den hervorragenden Hauptdarsteller, suggestive Bilder sowie den präzisen Umgang mit Licht und Farben, Räumen und Klängen ausgeglichen“ werden.

## Auszeichnungen
Im Jahr 2010 gewann Filmkomponist Fabian Römer den Preis der deutschen Filmkritik, Filmregisseur Anno Saul den Grand Prix des Filmfestivals von Gérardmer. Im selben Jahr folgten drei Nominierungen für den Deutschen Filmpreis (Filmmusik, Schnitt, Tongestaltung). Beim norwegischen Tromsø Internasjonale Filmfestival 2010 wurde der Film mit dem Hauptpreis, der Aurora, ausgezeichnet.